# Romaja
Romajë en albanais et Romaja en serbe latin (en serbe cyrillique : Ромаја) est un village du Kosovo situé dans la commune/municipalité de Prizren et dans le district de Prizren/Prizren. Selon le recensement kosovar de 2011, elle compte 2 747 habitants, dont 2 745 Albanais.

## Histoire
À Romajë/Romaja, sur une terrasse dominant la rivière Drin, se trouve une nécropole dardanienne remontant aux VIIIe-IIIe siècle av. J.-C. ; on y a retrouvé 16 tumuli, contenant notamment des lances, des épées, des haches et des couteaux. Étudié dans les années 1970, le site a été placé sous la protection de l'Institut de Prizren ; il est aujourd'hui inscrit sur la liste des monuments culturels de l'Académie serbe des sciences et des arts et sur celle des monuments culturels du Kosovo.

## Démographie

### Évolution historique de la population dans la localité
| 1948 | 1953 | 1961 | 1971  | 1981  | 1991  | 2011  |
| ---- | ---- | ---- | ----- | ----- | ----- | ----- |
| 578  | 642  | 754  | 1 008 | 1 370 | 1 702 | 2 747 |

|  |